# Xã Hudson, Quận Mackinac, Michigan
Xã Hudson (tiếng Anh: Hudson Township) là một xã thuộc quận Mackinac, tiểu bang Michigan, Hoa Kỳ. Năm 2010, dân số của xã này là 181 người.